# سيغا سبورتس آر أند دي
سيغا سبورتس آر أند دي (بالإنجليزية: Sega Sports R&D)، هي شركة يابانية تابعة للشركة الأم سيغا، تأسست الشركة سنة 1994، وأعلنت حلها سنة 2016، أنتجت عدة ألعاب، ومنها لعبة ماريو أند سونيك آت ذا أولمبيك غيمز، التي صدرت سنة 2007.